# Вернер Ольк
Вернер Ольк (нім. Werner Olk, нар. 18 січня 1938, Оструда) — західнонімецький футболіст, що грав на позиції захисника. По завершенні ігрової кар'єри — тренер.
Виступав, зокрема, за «Баварію», з якою став чемпіоном ФРН, триразовим володарем Кубка ФРН, а також переможцем Кубка володарів кубків УЄФА. Крім цього зіграв одну гру за національну збірну ФРН.

## Клубна кар'єра
Вихованець футбольних клубів «Леттер 05» (1948–1952) та «Зельце» (1952–1956). У дорослому футболі дебютував 1956 року виступами за команду «Армінія» (Ганновер), в якій провів чотири сезони.
1960 року перейшов до складу «Баварії», за яку відіграв наступні 10 сезонів. Більшість часу, проведеного у складі мюнхенської «Баварії», був основним гравцем захисту команди. За цей час виборов титул володаря Кубка Кубків УЄФА, ставав чемпіоном ФРН та тричі вигравав національний Кубок. Завершив професійну кар'єру футболіста виступами за команду «Баварія» (Мюнхен) у 1970 році.

## Виступи за збірну
Виступав за юнацькі збірні ФРН, зокрема зі збірною до 18 років був учасником юнацького чемпіонату Європи 1956 року в Угорщині.
8 жовтня 1961 року зіграв свій єдиний матч у складі національної збірної ФРН.

## Кар'єра тренера
З 1970 року працював граючим тренером у швейцарському клубі «Аарау», де працював до 1973 року.
З 1974 року працював з рядом західнонімецьких клубів, при цьому з клубами «Дармштадт 98» та «Карлсруе СК» (у 1981 та 1984 роках відповідно) виходив до Бундесліги. У сезоні 1985/86 він також недовго керував швейцарським клубом «Санкт-Галлен».
1990 року прийняв пропозицію попрацювати у збірній Марокко, якою керував на Кубку африканських націй 1992 року у Сенегалі та футбольному турнірі Олімпійських ігор 1992 року в Барселоні, втім на обох турнірах марокканці не вийшли з групи.
Останнім місцем тренерської роботи Олька став єгипетський клуб «Замалек», головним тренером команди якого Вернер Ольк був з 1995 по 1997 рік і з яким він в 1996 році виграв Кубок африканських чемпіонів.

## Титули і досягнення

### Як гравця
- Чемпіон Німеччини (1):

«Баварія»: 1968–69
- Володар Кубка ФРН (3):

«Баварія»: 1966, 1967, 1969
- Володар Кубка Кубків УЄФА (1):

«Баварія»: 1966–67

### Як тренера
- Володар Кубка африканських чемпіонів (1):

«Замалек»: 1996